# Cordia fitchii
Cordia fitchii är en strävbladig växtart som beskrevs av Ignatz Urban. Cordia fitchii ingår i släktet Cordia, och familjen strävbladiga växter. Inga underarter finns listade i Catalogue of Life.